# Birthe Bech-Jørgensen
Birthe Bech-Jørgensen (født 14. februar 1939 på Frederiksberg) er en dansk kultursociolog. Hun er mag.art. i kultursociologi (1978) og dr.scient.soc., dvs. doktor i sociologi (1994).
Hun var professor ved Institut for Sociologi, Socialt Arbejde og Organisation på Aalborg Universitet til 2005.